# تيدلي (تدلي فطواكة)
تيدلي هي إحدى مشيخات المملكة المغربية، تتبع جغرافيا لإقليم أزيلال وإداريًا لتدلي فطواكة. يقدر عدد سكانها بـ 3438 نسمة حسب الإحصاء الرسمي للسكان والسكنى لسنة 2004.